# Episodi de Il mistero di Jillian
Questa voce contiene trame, dettagli e crediti dei registi e degli sceneggiatori dell'unica stagione della serie televisiva Il mistero di Jillian.
Negli Stati Uniti, la serie andò in onda sulla ABC dal 16 gennaio al 27 febbraio 1982. Gli ultimi tre episodi rimasero inediti. In Italia, la serie fu trasmessa da Rete 4 nel 1984.
| n° | Titolo originale    | Titolo italiano         | Prima TV USA     | Prima TV Italia  |
| -- | ------------------- | ----------------------- | ---------------- | ---------------- |
| 1  | Keepers of the Ring |                         | 16 gennaio 1982  | 1984             |
| 2  | Friday's Child      |                         | 23 gennaio 1982  | 1984             |
| 3  | Ghosts              | Fantasmi                | 30 gennaio 1982  | 29 gennaio 1984  |
| 4  | Triangle            | Un amore difficile      | 6 febbraio 1982  | 4 febbraio 1984  |
| 5  | Long Ago Tomorrow   |                         | 13 febbraio 1982 | 1984             |
| 6  | Confusion by Cupid  |                         | 20 febbraio 1982 | 1984             |
| 7  | The Home Front      |                         | 27 febbraio 1982 | 1984             |
| 8  | Family Reunion      | Riunione di famiglia    | INEDITO          | 26 febbraio 1984 |
| 9  | One Afternoon       | Un giorno di pomeriggio | INEDITO          | 4 marzo 1984     |
| 10 | Strangers           |                         | INEDITO          | 1984             |